# 15955 Йоханнесгманден
15955 Йоханнесгманден (15955 Johannesgmunden) — астероїд головного поясу, відкритий 26 січня 1998 року.
Тіссеранів параметр щодо Юпітера — 3,328.